# 참회와 속죄의 성당
참회와 속죄의 성당은 경기도 파주시 탄현면에 위치한 성당이다. 천주교 의정부교구 소속이다. 성당의 외관은 평안북도 신의주시 진사동의 성당의 옛 모습을, 내부는 함경남도 덕원군에 있던 베네딕도 수도원 대성전을 본뜬 것이다.

## 역사
한반도의 평화를 기원할 목적으로 2006년 4월에 착공되어 2008년 8월에 완공되었으며, 2013년 1월 소유권과 관리권이 천주교 서울대교구에서 의정부교구로 이관되었다. 2013년 6월 25일에 봉헌되었고, 2014년 9월 16일에 설립되었다. 2018년 조선민주주의인민공화국 지역 순교자들을 위해 기도하고 공경하는 순례지로 선포되었다.

## 갤러리

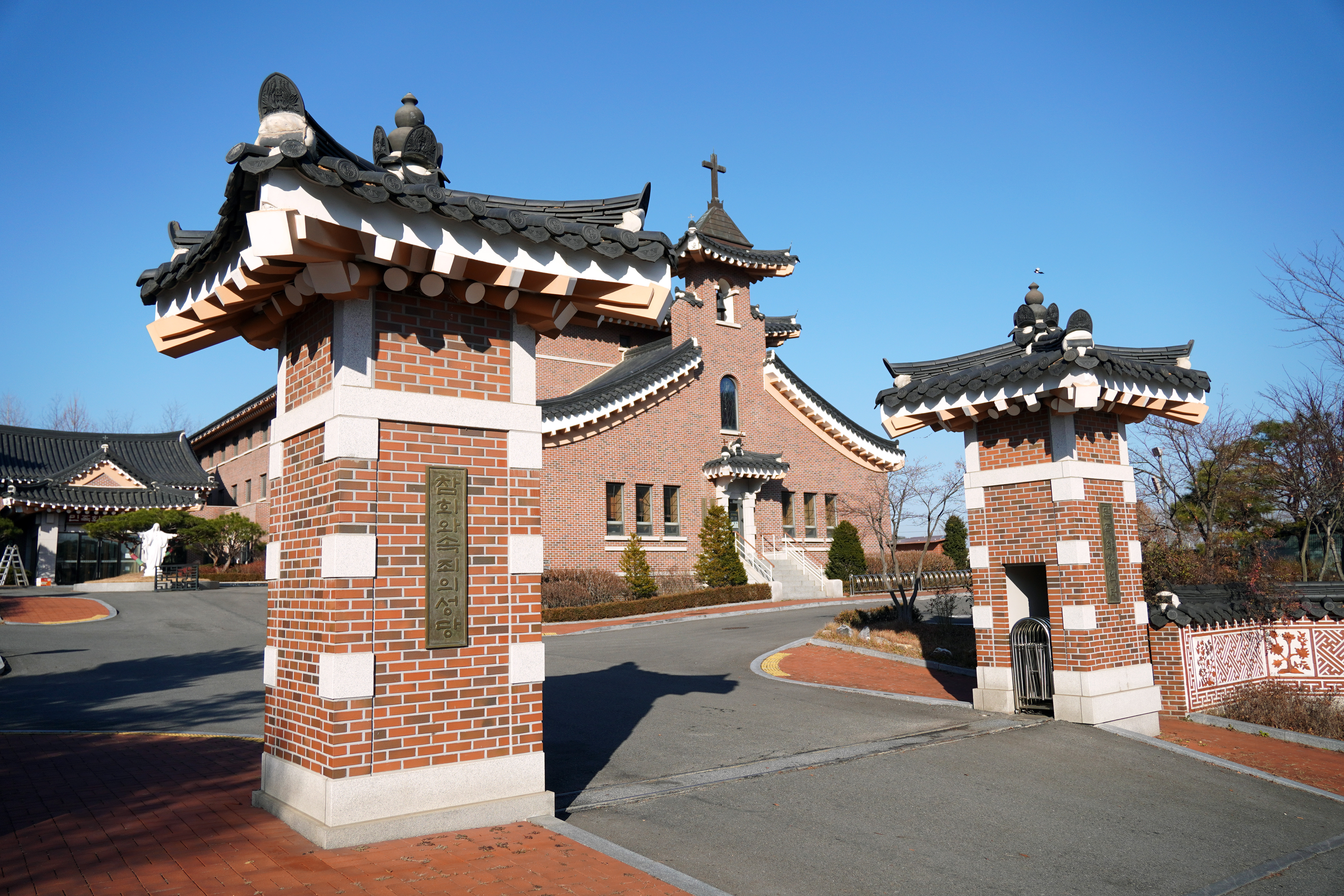